# NGC 5471
NGC 5471 este o emission-line galaxy⁠(d) situată în constelația Ursa Mare. A fost descoperită în 22 august 1863 de către Heinrich Louis d'Arrest.